# Janetaescincus
Genre
Janetaescincus est un genre de sauriens de la famille des Scincidae.

## Répartition
Les espèces de ce genre sont endémiques des Seychelles.

## Liste des espèces
Selon The Reptile Database (27 sept. 2012) :
- Janetaescincus braueri (Boettger, 1896)
- Janetaescincus veseyfitzgeraldi (Parker, 1947)

## Étymologie
Ce genre est nommé en l'honneur de Janet Greer, la cadette des deux sœurs d'Allen E. Greer.

## Publication originale
- Greer, 1970 : The systematics and evolution of the Subsaharan Africa, Seychelles, and Mauritius Scincine Scincid lizards. Bulletin of the Museum of Comparative Zoology, vol. 140, no 1, p. 1-24 (texte intégral).